# آنا نچایوسکایا
آنا نچایوسکایا (روسی: Анна Александровна Нечаевская؛ زادهٔ ۲۱ اوت ۱۹۹۱) اسکی‌باز صحرانوردی اهل روسیه است.